# هاري ووكر (لاعب كرة قاعدة)
هاري ووكر (بالإنجليزية: Harry Walker)‏ هو لاعب كرة قاعدة أمريكي، ولد في 22 أكتوبر 1916 في باسكاغولا في الولايات المتحدة، وتوفي في 8 أغسطس 1999 في برمنغهام في الولايات المتحدة.

## وصلات خارجية
- هاري ووكر على موقع دوري كرة القاعدة الرئيسي (الإنجليزية)
- هاري ووكر على موقعبيزبول رفرنس.كوم (الدوري الرئيسي) (الإنجليزية)
- هاري ووكر على موقعبيزبول رفرنس.كوم (الدوري الثانوي) (الإنجليزية)